# U Are the Universe
U Are the Universe ist ein romantisches Science-Fiction-Drama und das Spielfilmdebüt von Pawlo Ostrikow. Im Film spielt Wolodymyr Krawtschuk einen ukrainischen Weltraumfahrer, der nach der Explosion der Erde der einzige Mensch im Universum zu sein scheint. Die ukrainische Produktion feierte im September 2024 beim Toronto International Film Festival ihre Premiere und soll Anfang September 2025 in die deutschen Kinos kommen.

## Handlung
In der Zukunft. Der ukrainische Weltraumfahrer Andriy Melnyk transportiert radioaktiven Atommüll mit seinem Frachter Obriy zum verlassenen Jupitermond Kallisto und wirft ihn dort ab. Er arbeitet beim größten Atommüllentsorgungsunternehmen Osteuropas. Nach 150 Jahren Nutzung der Kernenergie hat die Menschheit über drei Milliarden Tonnen Abfall in Zwischenlagern angehäuft, und die zunehmende Strahlung aufgrund vermehrter Erdbeben zerstört das Leben auf dem Planeten. Während er seinen täglichen Routinen nachgeht, spielt Andriy Schallplatten und erhält regelmäßig Videobotschaften von seinen Arbeitgebern auf der Erde, meist Beschwerden über seine Arbeitsleistung. Der Roboter Maxim versucht Andriy mit einem endlosen Vorrat an Witzen zu unterhalten.

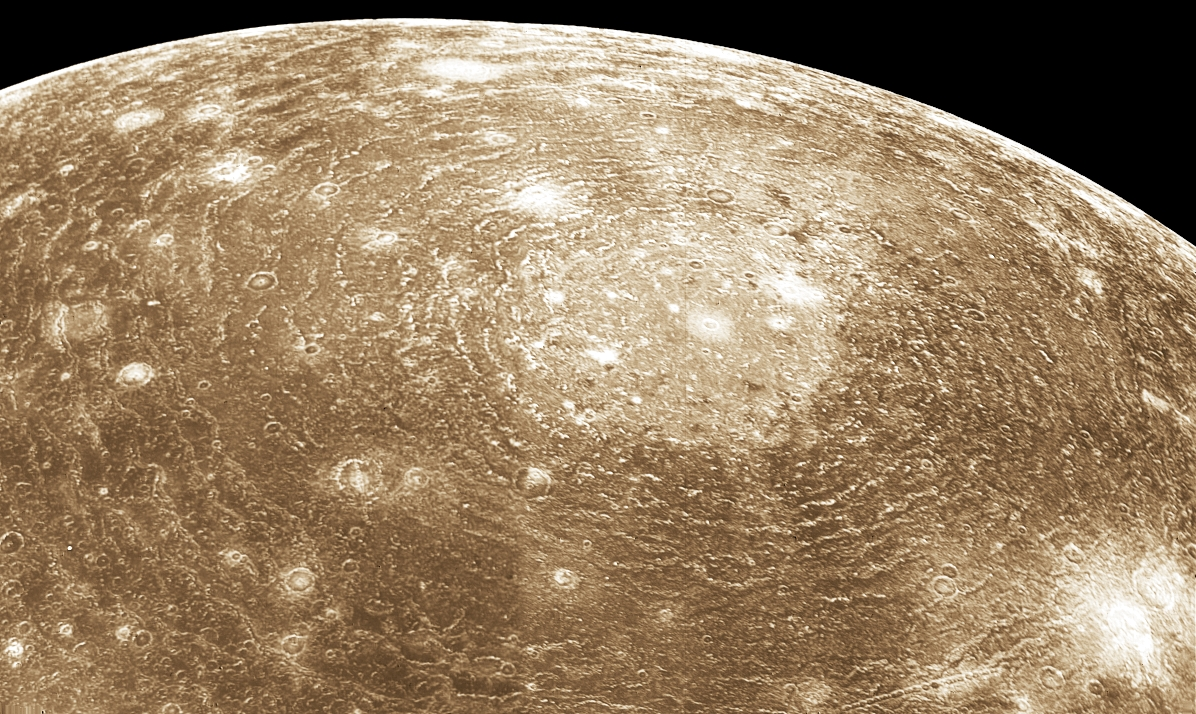
Andriy manövriert seine Raumfähre nach der Explosion der Erde hinter den Jupitermond Kallisto

Während seines Routineflugs explodiert die Erde, und die Fragmente fliegen mit großer Geschwindigkeit in alle Richtungen. Andriy überlebt, weil er die Raumfähre gerade noch hinter dem Jupitermond manövrieren kann, und glaubt, der letzte Mensch im Universum zu sein. Er treibt allein im Weltraum, mit Vorräten für etwa 16 Monate und ohne klares Ziel.
Eines Tages kontaktiert ihn die Französin Catherine von einer weit entfernten Raumstation in der Nähe des Saturn. Trotz dreistündigen Verzögerungen bei der Kommunikation entwickelt sich mit der Zeit eine echte Verbindung zwischen den beiden. Sie führen Smalltalk und erzählen Geschichten aus ihren völlig unterschiedlichen Leben, Andriys in Chmelnyzkyj und Catherines in der Bretagne. Andriy beschließt, die Obriy zu ihr zu lenken.

## Produktion

### Regie und Drehbuch
Regie führte Pawlo Ostrikow, der auch das Drehbuch schrieb. Es handelt sich bei U Are the Universe nach mehreren Kurzfilmen um das Spielfilmdebüt des Ukrainers. Ostrikow stammt aus der Kleinstadt Krassyliw und schloss im Jahr 2012 sein Studium der Rechtswissenschaften an der Nationalen Luftfahrtuniversität in Kiew ab. Er ist Mitglied der Europäischen Filmakademie. Den ersten Entwurf für das Drehbuch für U Are the Universe schrieb er bereits 2015.

### Besetzung und Dreharbeiten
Wolodymyr Krawtschuk, in der Ukraine bekannt aus Filmen wie Burshtynovi kopy und Susidka, spielt in der Hauptrolle Andriy Melnyk. Der Regisseur hatte ihn in Theaterstücken und Fernsehserien gesehen und wusste daher, dass er sowohl komödiantische als auch tragische Szenen gut spielen würde. Leonid Popadko leiht im Original dem Board-Computer Maxim seine Stimme und die Französin Alexia Depicker der Weltraum-Metrologin Catherine, die gerade vor wenigen Wochen mit ihrem Raumschiff in der Nähe des Saturns angedockt hatte.  Gespielt wird diese von Daria Plahtiy.
Die Dreharbeiten waren in zwei Phasen unterteilt. Die erste Phase dauerte einen Monat und endete Anfang Januar 2022. Sie konnte vor dem Russischen Überfall auf die Ukraine abgeschlossen werden. Fertiggestellt wurde der Film während des Krieges. Kameramann Mykyta Kusmenko war in der Vergangenheit fast ausschließlich für Musikvideos tätig, so für das Video zu As It Was von Harry Styles, für das er bei der Verleihung der MTV Video Music Awards 2022 ausgezeichnet wurde.

### Marketing und Veröffentlichung
Die Premiere von U Are the Universe fand am 7. September 2024 beim Toronto International Film Festival statt. Zu dieser Zeit wurde auch der erste Trailer veröffentlicht. Im gleichen Monat wurde der Film beim Fantastic Fest vorgestellt. Im November 2024 wurde er beim Leeds International Film Festival, beim Thessaloniki International Film Festival und beim Tallinn Black Nights Film Festival gezeigt. Im Dezember 2024 erfolgten Vorstellungen beim Red Sea International Film Festival. Ab Ende April 2025 wird er bei goEast, dem Festival des mittel- und osteuropäischen Films, gezeigt. Ende April, Anfang Mai 2025 wurde er bei Crossing Europe und bei den Hofer Filmtagen gezeigt. Im Juli 2025 wird er beim Neuchâtel International Fantastic Film Festival und beim Revelation Perth International Film Festival vorgestellt. Der Kinostart in Deutschland ist am 4. September 2025 durch den genossenschaftlichen Verleiher Drop-Out Cinema geplant.

## Rezeption

### Kritiken
Lida Bach schreibt in ihrer Kritik für moviebreak.de, mit seinen Vintage-Settings, deren nostalgische Referenzen gekonnt Sowjet-Sozialismus mit Sci-Fi-Klassikern von 2001: Odyssee im Weltraum bis Solaris verbinden, und einer von literarischen, musikalischen und popkulturellen Querverweisen überquellenden Szenerie kompensiere Regisseur Pawlo Ostrikow holprige Special Effects in U Are the Universe und einen bisweilen zu dick auftragenden Soundtrack in seiner melancholischen Metapher. Es wäre zu einfach, Ostrikows retro-futuristische Raumfahrt-Fabel als ein romantisches Remake von Moon abzutun, das den philosophischen Plot mit einem verdächtig an Spaceman erinnernden Ende beschließt. Obwohl sich die minimalistische Mischung aus galgenhumoriger Galaxie-Geschichte und Long-Distance Love-Story auf ein Arsenal traditioneller Tropen beider Genres stützt, entfalte sie einen subtilen Zauber, den die symbolreiche Story ihrer humanistischen Hintergründigkeit und der Aufrichtigkeit der handlungszentralen Gefühle verdanke.
Paul Emmanuel Enicola erklärt in seiner Kritik für themoviebuff.net, U Are the Universe behandele die universellsten Aspekte der menschlichen Existenz, Einsamkeit, Hoffnung und Liebe, und diene als Allegorie der Hoffnung selbst in den dunkelsten Zeiten. Getragen von Wolodymyr Krawtschuks herausragender Leistung erlebe man eine zarte Geschichte über die Suche nach Liebe und Hoffnung in den unendlichen Weiten des Weltalls. Er spiele den mürrischen Andriy perfekt, der sich nach einem anderen Wesen sehnt. Enicola erklärt weiter, der Film nutze den Roboter Maxim als erzählerisches Mittel, um seinen Protagonisten zu begleiten und ihn mit einem endlosen Vorrat an Witzen Gesellschaft zu leisten. Ihre Gespräche sorgten für kurze Momente der Heiterkeit, so wenn sie über die Anpassung von Maxims Humoreinstellungen und seine Schachfähigkeiten führen: „Maxims Humor harmoniert hervorragend mit Andriys Melancholie.“ Das erinnere an TARS in Interstellar. Auch wenn sich U Are the Universe an älteren Weltraumfilmen bediene, bilde Ostrikov aus diesen Einflüssen eine originelle Geschichte und lasse U Are the Universe in den letzten zehn Minuten zu einem intellektuellen Erlebnis werden.

### Auszeichnungen
Filmfestival Cottbus 2024
- Auszeichnung mit dem Publikumspreis im Spielfilmwettbewerb (Pawlo Ostrikow)
- Auszeichnung mit dem Spezialpreis für die Beste Regie (Pawlo Ostrikow)[20]

Internationales Filmfestival Thessaloniki 2024
- Nominierung für den Goldenen Alexander im Meet the Neighbors Competition (Pawlo Ostrikow)
- Auszeichnung als Bester Schauspieler im Meet the Neighbors Competition (Wolodymyr Krawtschuk)

Internationale Hofer Filmtage 2025
- Auszeichnung als Bester Science-Fiction-Film (Pawlo Ostrikow)[21]

Neuchâtel International Fantastic Film Festival 2025
- Nominierung im Internationalen Wettbewerb
- Auszeichnung mit dem Youth Award (Pawlo Ostrikow)
- Auszeichnung mit dem Publikumspreis (Pawlo Ostrikow)[15][22]

Toronto International Film Festival 2024
- Nominierung für den People’s Choice Award (Pawlo Ostrikow)